# Ga Bỉm Sơn
Ga Bỉm Sơn là một nhà ga xe lửa tại phường Quang Trung, tỉnh Thanh Hóa. Nhà ga là một điểm của đường sắt Bắc Nam và nối với ga Đồng Giao với ga Đò Lèn.

## Các tuyến
- Đường sắt Bắc Nam